# ホーレス・メイナード

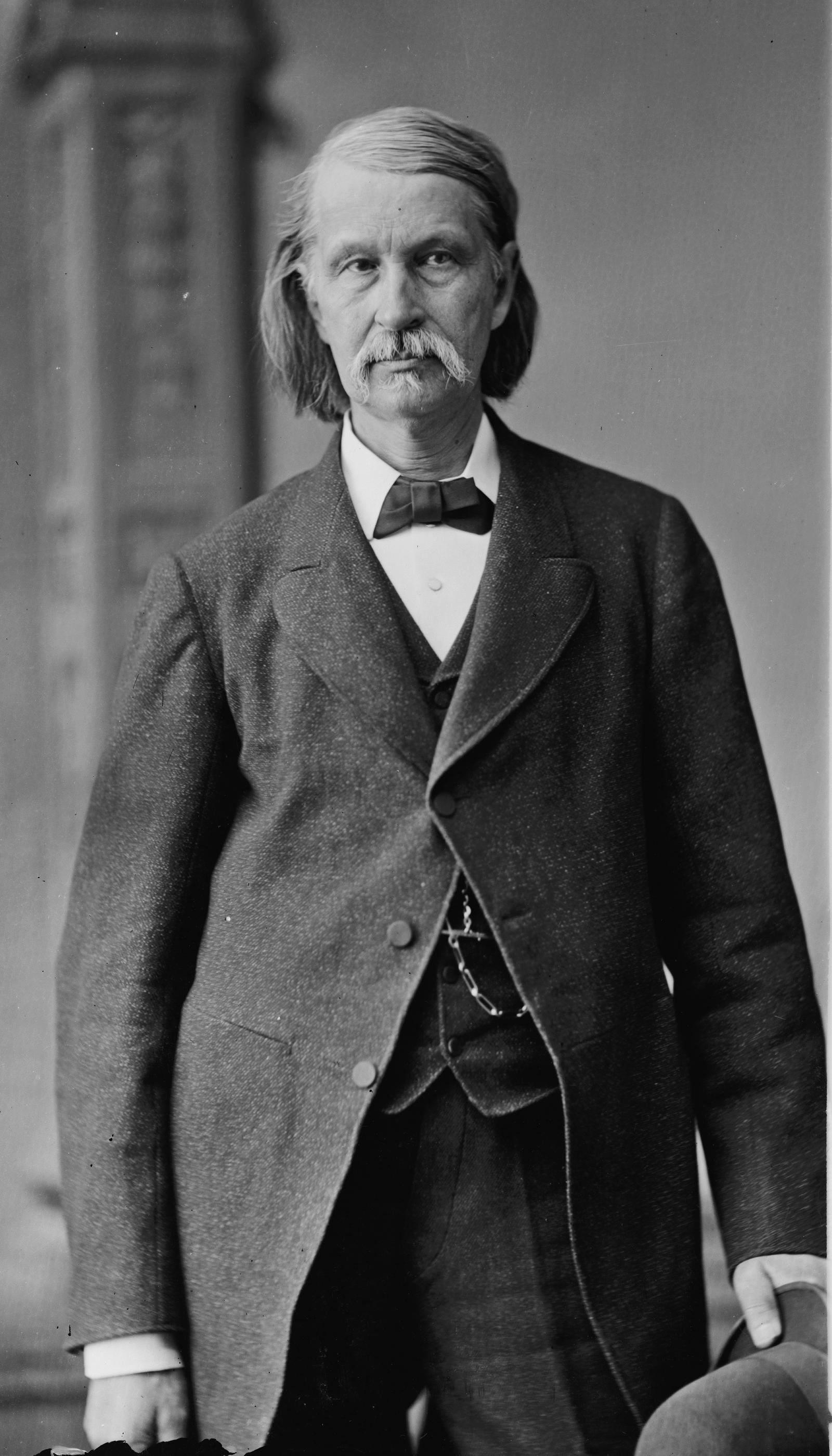
ホーレス・メイナード

ホーレス・メイナード（Horace Maynard, 1814年8月30日 - 1882年3月3日）は、アメリカ合衆国の政治家。テネシー州検事総長、連邦下院議員、および郵政長官を務めた。

## 生い立ち
1814年8月30日、メイナードはマサチューセッツ州ウェストバーロウにおいて、エフライム・メイナード (Ephraim Maynard, 1783-1864) とダイアナ・コグズウェル (Diana Cogswell, 1793-1876) の第1子として誕生した。メイナードは地元の公立学校で教育を受け、1838年にアマースト大学を卒業した。

## 大学教授から政治家へ
メイナードは大学卒業後、テネシー州ノックスヴィルへ移り住んだ。1839年、メイナードは東テネシー大学（現在のテネシー大学）に講師として採用され、翌1840年に数学と博物学の教授となった。メイナードは1844年まで教授を務めた。
またメイナードは法律を学び、1844年に司法試験に合格した。メイナードは1845年にノックスヴィルで法律事務所を開設し、1857年まで弁護士として活動した。またメイナードは1852年大統領選挙でホイッグ党の大統領選挙人を務めた。
1856年、メイナードは連邦下院議員に立候補した。メイナードはホイッグ党、ノーナッシング党、反対党、および連邦主義を掲げる諸政党の支持を受け、当選を果たした。メイナードは1857年から1862年まで3期6年連続で連邦下院議員を務めた。

## テネシー州での政治
下院議員退任後、メイナードはノックスヴィルへ戻り、共和党に参加した。メイナードは1862年秋からアンブローズ・バーンサイド将軍の下で従事したが、メイナードの資産は没収され、メイナードの家族はテネシー州東部へ追いやられた。その後メイナードは北軍政府下のテネシー州知事アンドリュー・ジョンソンを補佐し、1864年から1865年までテネシー州検事総長を務めた。また1864年大統領選挙で共和党の選挙人も務めた。
1865年、メイナードは共和党員として合衆国下院議員に復帰した。メイナードは1866年7月29日に着任し、その後1875年まで5期10年、合衆国下院議員を務めた。第43議会で下院銀行通貨委員会の委員長を務めた。またメイナードは1867年に境界州会議の議長を務めた。

## アメリカ合衆国郵政長官
メイナードは1874年に共和党からテネシー州知事に立候補したが、敗北した。メイナードはその後1875年から1880年まで在トルコの合衆国公使を務めた。そして1880年6月にラザフォード・ヘイズ大統領から郵政長官に任ぜられ、ヘイズ大統領の任期満了となる1881年3月まで郵政長官を務めた。

## 晩年
1882年3月3日、メイナードはテネシー州ノックスヴィルで死去した。メイナードの遺体はオールドグレイ墓地に埋葬された。

## 家族
メイナードは1840年にバーモント州ロイヤルトンでローラ・アン・ウォッシュバーン (Laura Ann Washburn, 1813-1880) と結婚した。2人の間には以下の子供が生まれた。
- エドワード・メイナード (Edward Maynard, 1843-1868)
- ウォッシュバーン・メイナード (Washburn Maynard, 1844-????)
- エレノア・メイナード (Eleanor Maynard, 1846-1846)
- エフライム・メイナード (Ephraim Maynard, 1848-1850)
- ローラ・メイナード (Laura Maynard, 1850-1852)
- ジェイムズ・メイナード (James Maynard, 1852-1883)
- アン・メイナード (Anne Maynard, 1854-????)